# Brzeszcze Kopalnia
Brzeszcze Kopalnia – stacja kolejowa w Brzeszczach, w województwie małopolskim, w Polsce.